# USS Higgins (DDG-76)
USS Higgins (DDG-76) — двадцять шостий ескадрений міноносець КРО типу «Арлі Берк». Збудований на корабельні Bath Iron Works, приписаний до морської станції Сан-Дієго, штат Каліфорнія. в складі 21-ї ескадри Тихоокеанського флоту США. Введений в експлуатацію 24 квітня 1999 року.

## Назва
Есмінець Названий на честь William R. Higgins (Вільяма Р. Хіггінс) полковника Корпусу морської піхоти США, який був в лютому 1988 року взятий в заручники про-іранським угрупованням «Хезболла» в Лівані, під час виконання місії ООН з підтримання миру в Лівані. Перебуваючи в полоні був убитий в липні 1990 року. У 1992 році посмертно нагороджений медаллю Президента, а через два роки було оголошено, що  на його честь буде названий корабель.

## Будівництво
Контракт на будівництво корабля уклали 19 січня 1993 року з суднобудівної компанією Bath Iron Works, корабельня якої розташована на річці Кеннебек в Баті, штат Мен. 17 лютого 1994 року президент США Джордж Буш оголосив, що корабель буде названий на честь полковника Хіггінса. Церемонія закладання кіля відбулася 14 листопада 1996 року. Спущений на воду 4 жовтня 1997 року. Хрещеною матір'ю стала місіс Robin Higgins (Робін Хіггінс), вдова полковника Вільяма Хіггінса. Переданий до складу ВМС США 14 січня 1999 року. Введено в експлуатацію 24 квітня 1999 року під час церемонії в Еверглейдс, штат Флорида. Приписаний до 21-ї ескадри Тихоокеанського флоту США. Портом приписки є військово-морська база в Сан-Дієго, штат Каліфорнія, куди вперше прибув 01 червня 1999 року.

## Бойова служба
Корабель здійснював логістичну підтримку вертольотів берегової охорони Сполучених Штатів, які брали участь в операції з надання допомоги в результаті землетрусу на Гаїті 2010 року.
14 квітня 2018 року запустив 14 ракет Томагавк по сирійським наземним об'єктам, перебуваючи в Перській затоці, в помсту за використання сирійським урядом хімічної зброї проти людей у Думі  27 травня спільно з ракетним крейсером USS «San Jacinto» (CG-56) пройшов в 12 морських милях від Парасельских островів (острови Сиша), розташованих в Південно-Китайському морі.
8 серпня 2021 року прибув до свого нового місця дислокації в порт Йокосука, який знаходиться в зоні відповідальності сьомого флоту ВМС США.